# Вєтрова Марія Федосіївна
Вєтрова Марія Федосіївна (рос. Мария Федосьевна Ветрова, 1870, Солонівка – 24(12) лютого 1897) — українська революціонерка родом із Гетьманщини, акторка українських театрів, вчителька. Вчинила акт самоспалення у Петропавловській фортеці Санкт-Петербурга, спричинивши так звані «вєтровські демонстрації» у найбільших містах Російської імперії. Особисто знайомий з нею Борис Грінченко відгукнувся віршем «Марусі Вітровій, мучениці, що спалила сама себе у Петропавловській тюрмі у Петербурзі», надрукованим 1897 у часописі «Житє і слово» на додаток до написаного Миколою Вороним некролога.

## Біографія
Народилася в с. Солонівка Чернігівської губернії (нині село Городнянського району Чернігівської обл.), за іншими даними, в м. Чернігів. Була позашлюбною дитиною Ганни Вєтрової, дружини станового малоросійського козака. 
Виховувалась у сирітському будинку. 
1888 закінчила Чернігівську жіночу гімназію. Викладала в народній школі. Виступала в українській трупі Миколи Садовського. 
Від 1894 навчалась на Вищих жіночих курсах у м. Санкт-Петербург. Входила до народницького гуртка. 
Вночі з 2 на 3 січня 1897 (з 21 на 22 грудня 1896) заарештована за звинуваченням у зберіганні антиурядових видань, підозрювана в причетності до Лагтинської підпільної друкарні «Групи народовольців». 
20(08) лютого 1897, будучи ув'язненою в Трубецькому бастіоні Петропавловської фортеці, вчинила самоспалення й понад три доби перед смертю страждала з тяжкими опіками. Таємно похована на петербурзькому Преображенському цвинтарі.
Звістка про цю трагедію викликала багатолюдні, переважно студентські, «вєтровські демонстрації» у С.-Петербурзі (за підтримки М. Бекетова, М. Кареєва, В. Ламанського, С. Платонова, Н. Котляревського), Москві та Києві. 
Низкою конспіративних організацій було видано прокламації з приводу загибелі В. Особисто знайомий з нею Борис Грінченко відгукнувся віршем «Марусі Вітровій, мучениці, що спалила сама себе у Петропавловській тюрмі у Петербурзі», надрукованим 1897 у часописі «Житє і слово» на додаток до написаного Миколою Вороним некролога.